# Corynomalus sinuatipes
Corynomalus sinuatipes is een keversoort uit de familie zwamkevers (Endomychidae). De wetenschappelijke naam van de soort werd in 1945 gepubliceerd door Henry Frederick Strohecker als Amphix sinuatipes.
De soort komt voor in Peru.